# Гражданский сельсовет
Гражда́нский сельсове́т — упразднённое муниципальное образование в составе Минераловодского района Ставропольского края Российской Федерации.
Административный центр — село Гражданское.

## География
Территория Гражданского сельсовета располагалась в юго-западной части Минераловодского района в 36 километрах от города Минеральные Воды на равнинной местности. В пределах границ упразднённого муниципального образования протекают реки Кума и Горькая. Особенностью географического расположения сельсовета являлось нахождение относившихся к его территории населённых пунктов в пойменной части реки Кумы. Площадь территории составляла 18785 га.

## История
Январь 2006 года — образование Гражданского сельсовета.
Законом Ставропольского края от 28 мая 2015 года № 51-кз, все муниципальные образования, входящие в состав Минераловодского муниципального района Ставропольского края (Минераловодского территориального муниципального образования Ставропольского края) — городские поселения Минеральные Воды, посёлок Анджиевский, сельские поселения Гражданский сельсовет, село Греческое, Левокумский сельсовет, Ленинский сельсовет, Марьино-Колодцевский сельсовет, село Нагутское, Нижнеалександровский сельсовет, Первомайский сельсовет, Перевальненский сельсовет, Побегайловский сельсовет, Прикумский сельсовет, Розовский сельсовет и Ульяновский сельсовет были преобразованы, путём их объединения, в Минераловодский городской округ.

## Население
| 1989 | 2002  | 2010  | 2011  | 2012  | 2013  | 2014  | 2015  |
| ---- | ----- | ----- | ----- | ----- | ----- | ----- | ----- |
| 3726 | ↗4193 | ↘4183 | ↘4176 | ↗4219 | ↗4236 | ↗4303 | ↗4308 |

### Национальный состав
* русские — 75 %
- армяне — 15 %
- украинцы — 3 %
- другие — 7 %[источник не указан 3012 дней]

## Состав сельского поселения
До 2015 года в состав территории Гражданского сельсовета входили 5 населённых пунктов:
| № | Населённый пункт | Тип населённого пункта       | Население |
| - | ---------------- | ---------------------------- | --------- |
| 1 | Гражданское      | село, административный центр | ↘2541     |
| 2 | Красное Поле     | посёлок                      | ↘21       |
| 3 | Нижнебалковский  | посёлок                      | ↘100      |
| 4 | Сунжа            | село                         | ↗800      |
| 5 | Фруктовый        | посёлок                      | ↘100      |

## Упразднённые населённые пункты
28 февраля 1991 года Президиум Ставропольского краевого Совета народных депутатов решил «Исключить из учётных данных в связи с переселением жителей в другие населённые пункты посёлок Туманский Гражданского сельсовета Минераловодского района».
18 мая 1998 года Губернатор Ставропольского края постановил «Исключить в связи с переселением жителей в другие населенные пункты из учётных данных по Гражданскому сельсовету Минераловодского района посёлок Верхнебалковский».

## Органы власти
Представительный орган — Совет депутатов Гражданского сельсовета, состоит из 10 депутатов, избираемых на муниципальных выборах по многомандатным избирательным округам.